# 테헤란 회담

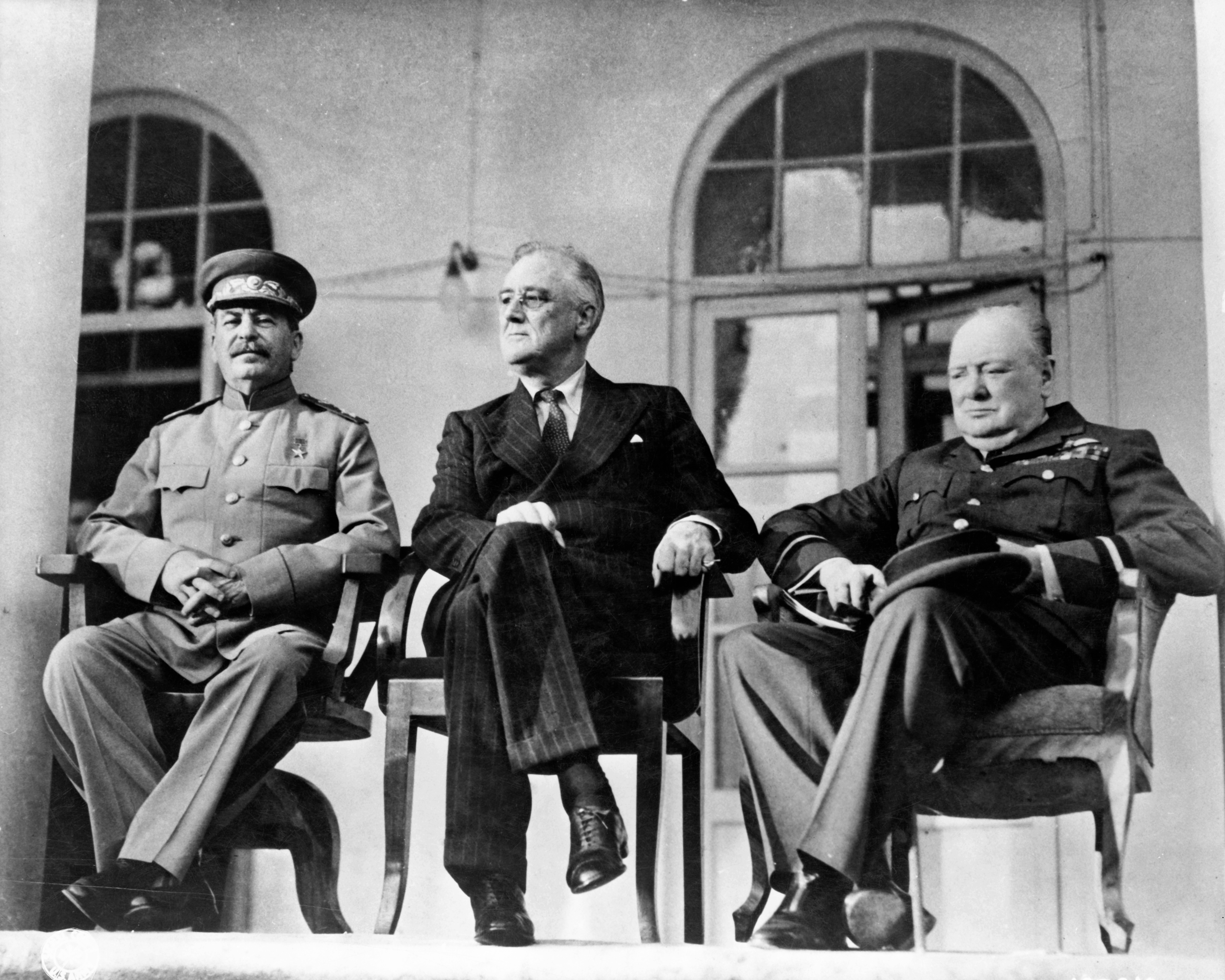
테헤란 회담

테헤란 회담( - 會談, 영어: Tehran Conference, 러시아어: Тегеранская конференция) 또는 암호명(코드네임) 유레카(영어: Eureka)는 1943년 12월 제2차 세계 대전 중 이란의 수도인 테헤란에서 개최한 프랭클린 D. 루스벨트·윈스턴 처칠·이오시프 스탈린의 3인 거두회담(巨頭會談)을 말한다. 이 회담으로 연합국측의 전쟁 협력은 한층 더 강화되었다. 연합국이 승리한다는 확신을 가지게 되자 전쟁 처리와 전후 문제가 연합국측의 과제로 되어 9회에 이르는 연합국 회의가 열렸다. 1943년 10월에 미국·영국·소련의 회의가 모스크바에서 열렸고, 이어서 동년 12월에 3거두의 테헤란 회담으로 진전하였다. 그 결과 3국의 협력과 전쟁수행 선언, 동부전선에서 소련의 반격에 호응한 제2전선의 결성 등이 약속되었다.
이 회담에서 처칠은 "영국은 폴란드가 독립 국가로서 복원되는데 지대한 관심이 있다"고 말하였다.:44 그러나, 영국의 실무진은 이 문제가 연합국간에 마찰의 소지가 될 것을 우려하여 폴란드 문제를 꺼내길 우려하였다.:44

## 같이 보기
- 카이로 회담
- 포츠담 회담
- 얄타 회담(암호명 '아르고넛')

## 참고 자료
- 이 문서에는 다음커뮤니케이션(현 카카오)에서 GFDL 또는 CC-SA 라이선스로 배포한 글로벌 세계대백과사전의 내용을 기초로 작성된 글이 포함되어 있습니다.